# Say It's Possible
Say It's Possible è il primo singolo della cantautrice statunitense Terra Naomi, pubblicato nel 2007 ed estratto dall'album Under the Influence.

## Tracce
- Download digitale

1. Say It's Possible

## Premi
- YouTube Video Awards
  - 2007: "Best Music"